# Amalie Kulawik
Amalie Kulawik (ur. 15 stycznia 1969 w Kieżmarku) – niemiecka snowboardzistka. Nie startowała na igrzyskach olimpijskich. Zajęła 6. miejsce w gigancie i slalomie równoległym na mistrzostwach w Lienzu. Najlepsze wyniki w Pucharze Świata osiągnęła w sezonie 1994/1995, kiedy to zajęła 2. miejsce w klasyfikacji giganta, a w klasyfikacji slalomu była czwarta.

## Sukcesy

### Mistrzostwa Świata
| Miejsce | Dzień       | Rok  | Miejscowość   | Konkurencja       | Zwycięzca         |
| ------- | ----------- | ---- | ------------- | ----------------- | ----------------- |
| 6.      | 26 stycznia | 1996 | Lienz         | Gigant            | Karine Ruby       |
| 6.      | 28 stycznia | 1996 | Lienz         | Slalom równoległy | Marion Posch      |
| 16.     | 12 stycznia | 1999 | Berchtesgaden | Gigant            | Margherita Parini |
| 20.     | 14 stycznia | 1999 | Berchtesgaden | Gigant równoległy | Isabelle Blanc    |
| 40.     | 15 stycznia | 1999 | Berchtesgaden | Slalom równoległy | Marion Posch      |
| 13.     | 17 stycznia | 1999 | Berchtesgaden | Snowboardcross    | Julie Pomagalski  |

### Puchar Świata

#### Miejsca w klasyfikacji generalnej
| Sezon     | Miejsce |
| --------- | ------- |
| 1994/1995 | -       |
| 1995/1996 | 12.     |
| 1997/1998 | 24.     |
| 1998/1999 | 50.     |
| 1999/2000 | 50.     |
| 2000/2001 | -       |

#### Zwycięstwa w zawodach
| Nr | Dzień        | Rok  | Miejscowość | Konkurencja | Czas jazdy | Miejsce | Zwyciężczyni | Uwagi |
| -- | ------------ | ---- | ----------- | ----------- | ---------- | ------- | ------------ | ----- |
| 1. | 26 listopada | 1994 | Zell am See | Gigant      |            | 1.      | -            |       |
| 2. | 24 lutego    | 1995 | Calgary     | Slalom      |            | 1.      | -            |       |

#### Miejsca na podium
| Nr | Dzień        | Rok  | Miejscowość   | Konkurencja       | Czas jazdy | Miejsce | Zwyciężczyni     | Uwagi |
| -- | ------------ | ---- | ------------- | ----------------- | ---------- | ------- | ---------------- | ----- |
| 1. | 24 listopada | 1994 | Zell am See   | Slalom równoległy |            | 3.      | Karine Ruby      |       |
| 2. | 26 listopada | 1994 | Zell am See   | Gigant            |            | 1.      | -                |       |
| 3. | 29 stycznia  | 1995 | Bad Hindelang | Gigant            |            | 3.      | Karine Ruby      |       |
| 4. | 24 lutego    | 1995 | Calgary       | Slalom            |            | 1.      | -                |       |
| 5. | 16 lutego    | 1996 | Yomase        | Gigant            |            | 2.      | Alexandra Krings |       |
| 6. | 12 marca     | 1998 | Tandådalen    | Slalom równoległy |            | 3.      | Marion Posch     |       |